# 布鲁西洛夫攻势
布魯西洛夫攻勢（俄語：Брусиловский прорыв）是俄羅斯帝國在一次大戰期間最大的軍事勝利，亦是史上最大傷亡的戰役之一，南佛羅里達大學教授格雷登·汤斯多將1916年的勃魯洛西夫攻勢稱為一次大戰以來奧匈帝國最大的危機及協約國陣營最大的勝仗，但也帶來了巨大的傷亡。慘重的傷亡消除了俄羅斯帝國軍隊的進攻力量，並促使了俄羅斯次年的崩潰。這場戰役發動於1916年6月4日，是一次針對東方戰線上同盟國軍隊的大型攻勢, 並持久至八月初。戰事爆發地點位於今日的烏克蘭，主要為利沃夫、科韋利及卢茨克幾個鄰近的城鎮。是次攻勢其後以主持位於俄國西南方戰線的主帥，阿列克谢·布鲁西洛夫（亦為此戰指揮官）而命名。

## 背景
早於1916年，法國已開始呼籲俄國在東線展開一次針對德國的攻勢，希望藉德國調撥更多部隊應付東面俄國的攻擊，以助減輕凡爾登的軍事壓力。法國和英國当时正准备发动索姆河战役，与此同时意大利人与奥匈帝国鏖战于伊松佐。俄國則通過在維爾奴地區發動一場慘重的纳拉奇湖攻勢作回應，但此戰仅仅只让德國遭受不足俄國五分之一的實際傷亡。而俄國將領布魯西洛夫便向俄國最高司令部呈達了他的計劃，他提議在西南部的加里西亞意圖向奧匈軍隊進利一次大規模的攻勢。布鲁西洛夫行動的主要目的是移去部份英法聯軍、軍隊(位處法國)和那獨自面對伊松河戰線的意軍壓力，並盡可能在戰爭中徹底將奧匈擊敗。

## 俄國的計劃
在此前的東線，俄國的西方面军司令官阿列克謝·埃弗特上將一向奉行抵禦性戰略，並對布魯西洛夫採取的攻勢抱持反對。對此沙皇尼古拉二世在1915年向軍隊下達了個人指令。雖然埃弗特一直也是尼古拉甚至皇室的堅實支持者，不過最終沙皇還是堅持批准布魯西洛夫的計劃。攻勢目標便是在上一年失陷给同盟國陣營的兩個城市，科韋利和利沃夫。雖然沙俄大本营亦認可了布鲁西洛夫的計劃，但同時他也被直接否決了鄰近戰線為攻勢提供支援的請求。
1916年3月17日，阿列克谢·布鲁西洛夫就任西南方面军司令官。

## 部署
隨着西線盟國的壓力日益增加，俄國也不得不倉促地展開他們的部署。布魯西洛夫動員了40個步兵師及15個騎兵師合共四支集团军：
- 第7集团军（英语：7th Army (Russian Empire)）
- 第8集团军（英语：8th Army (Russian Empire)）
- 第9集团军（英语：9th Army (Russian Empire)）
- 第11集团军（英语：11th Army (Russian Empire)）
- 特别集团军（英语：Special Army）（第13集团军）：1916年9月编入西南方面军（英语：Southwestern Front (Russian Empire)）

縱然後來奥匈军逐漸獲得德國的增援，布鲁西洛夫卻只需由奧匈一排三道的防線上面對39個步兵師及10個騎兵師。俄軍暗地裡潛行至奧匈防線100碼（91）之內，更在一些地方已近至75碼（69）。布魯西洛夫準備沿着300-英里（480-）長的戰線進行一次奇襲。俄国最高司令部本意勸告他大大縮短其攻擊面以便濃縮俄軍，使其攻勢擁有更重疊的密度。但是布魯西洛夫則堅持其計劃，司令部也只好讓步。

## 突破
俄軍於該年6月4日正式發動大規模攻勢，短小卻精確的火炮彈幕針對着整條奧匈防線。這精準而簡潔的轟炸便是此戰的關鍵處，亦與慣常的全日持久性炮轟成了鮮明的對比。因為後者往往能給予守方充足的時間去進行整備並徹出前方的塹壕，甚至將戰場破壞得令攻方寸步難移。西南战线的俄军的兵力、火力没有形成压倒优势，但是倚靠在突破地段形成局部的火力绝对优势达成了突破，打破了僵局。初段的進擊也隨着奧匈防線的崩壞而完勝， 使布魯西洛夫四分之三的軍隊能夠更大幅度地推進到更廣闊的前線。(參看: 科斯秋赫尼夫卡战役)。 突破的成功在很大程度上可歸功於突擊部隊，這布魯西洛夫的創新部隊一直依照着奧匈防線的弱點逐個攻擊，導致俄軍主力能輕而易舉地利用它們實施突破。而布魯西洛夫的革新為德國的滲透戰術 (亦稱作胡提爾戰術)奠定了戰術基礎，並將後者應用於西線之上。

## 戰鬥過程
俄國的西南軍於6月8日奪取了卢茨克。奧匈司令约瑟夫·斐迪南大公亦僅僅能在俄軍揮軍進城前撤出，足以證明俄軍推進速度之快。至奧匈全面撤軍的這一階段，俄軍已俘虜了近200,000名戰俘。此刻布魯西洛夫的大軍已顯得過度擴張，而他亦明確地指出，今次行動能進一步成功將取決於埃弗特會否展開他那一部份的攻擊。很可惜埃弗特卻繼續純粹地拖延，這給予了德國最高指揮部調派增兵到東線支援的寶貴時間。
在陸斯克淪陷的同一天，同盟國陣營舉行了軍事會晤，德國總參謀長埃里希·馮·法爾肯海因成功說服了其奧匈代表赫岑多夫把南線的軍隊由意大利撤至加里西亞以對付俄軍。在東部(Oberkommando-Ost)，德軍總司令興登堡陸軍元帥再一次能利用完善的鐵路網絡將德國後援輸送到前線。
終於在7月18日，埃弗特領軍開展了一次鬆散又準備不足的攻勢。至7月24日，亚历山大·冯·林辛根在科韋爾南部向俄軍策動的反擊總算暫時遏止了敵軍的攻勢。布魯西洛夫亦在7月28日恢復了行軍攻勢，在缺乏補給的條件下其大軍仍成功截至9月20日兵抵喀爾巴阡山脈。 俄國最高指揮部開始將部隊由埃弗特的前線轉往支援布魯西洛夫，這調動卻受到布魯西洛夫本人強烈的反對，因為他判斷更多的部隊只會招致其前線變得凌亂。所有涉及今次行動的部隊也快到達了疲憊的極限，這輪攻勢最終亦不得不於九月底正式停止。縱然如此，結束後的俄軍仍需轉移到近東協助羅馬尼亞，而這亦是奧匈與德國兩軍所此料不及的。

## 結果

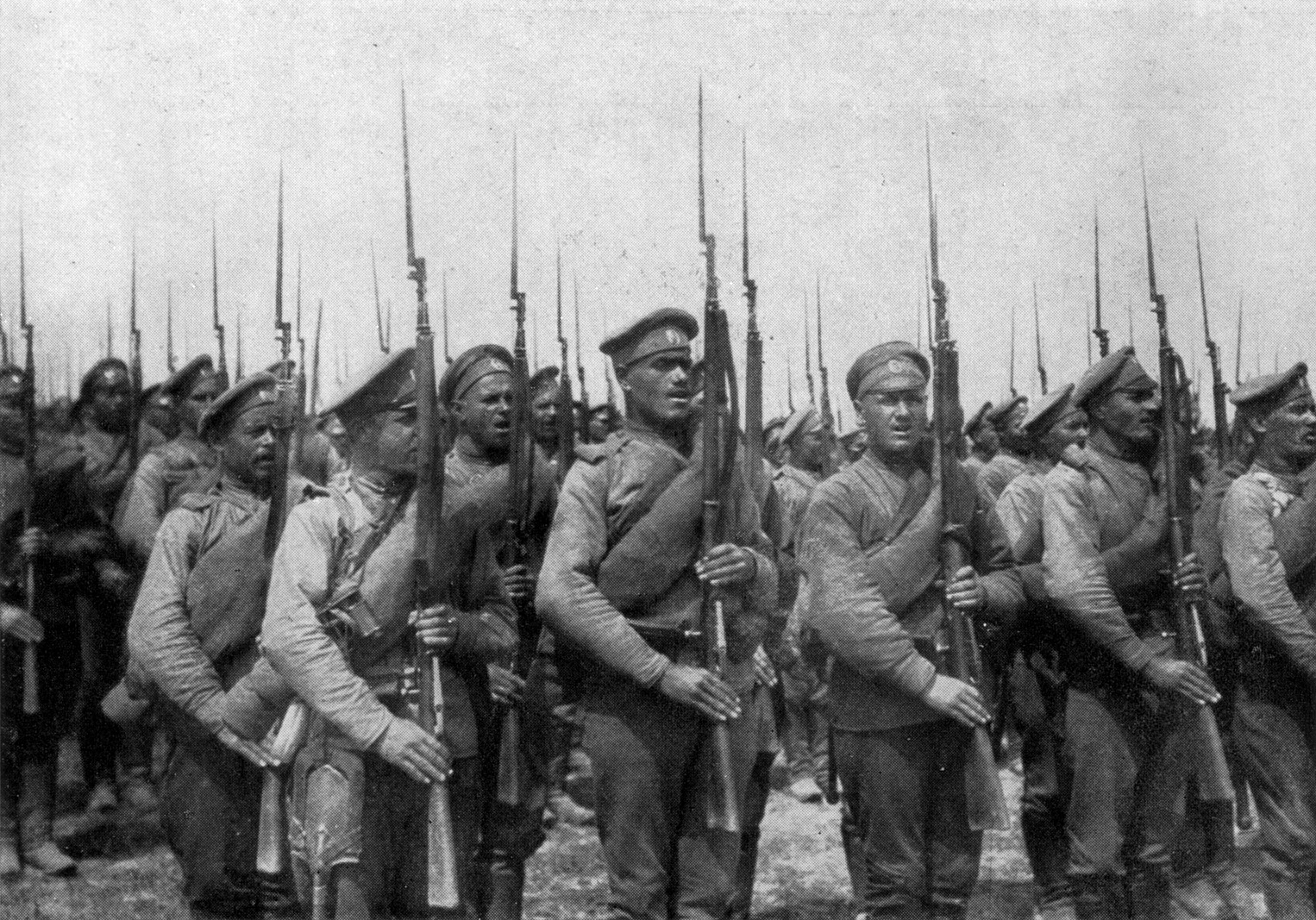
俄國步兵群

布魯西洛夫的行動達致了其原有目標﹔使德軍不得不停止在凡爾登的攻伐來把具可觀數量的部隊調往東線。它亦擊破了背面的奧匈陸軍令對方損失近80萬人(包括40萬名戰俘)。此後奧匈大軍再不能在此處發動一次可成功挺進的攻擊，反而是只能依靠德國陸軍來維持其軍事成就。戰役早期的成功，令羅馬尼亞信心增加倒向協約國一側而參加戰爭，導致災難性的後果。作為勝方的俄國亦換來一筆可觀折損，他們可算的傷亡總數竟達五十萬至一百萬之多。布鲁西洛夫攻勢也是被列入世界歷史上最重死傷的戰役之一。
布鲁西洛夫攻勢達到了俄國在一次大戰成就上的最高峰，也可說是部份罕有俄羅斯帝國陸軍能具備良好領導和規劃的表現之一。此後俄羅斯軍隊的效力開始下降，由於國內日益惡化的經濟和政治局勢，其中雖然軍隊傷亡慘重而沒有採取任何緩解措施。因而即使德國和奧匈沿其前線被擊退，至少有58,016名俄羅斯士兵成為逃兵。這只是天枰倒向對德國有利而預感一些事情來臨的反應。

## 影響
這次行動的特點是俄羅斯的戰術質素有相當大的改善。布魯西洛夫使用較小的專門單位之士兵攻擊奧匈帝國戰壕的薄弱環節和炸開缺口，使餘下的俄羅斯軍隊挺進。
這些突擊戰術驚人的背離「密集規模正面直接攻擊」的傳統大規模密集陣列戰術（直到第一次世界大戰期間，這戰術在當時所有主要軍隊很普遍）。
諷刺的是，俄羅斯本身也沒有意識到布魯西洛夫創出的潛在戰術。而是德軍經由此次經驗結合應證同時期新使用的武器戰術，把握和利用“衝鋒隊”的模式，對1918年在西線的進攻有很大的影響，這令西方盟國匆匆抄襲並更大規模的使用。
突擊戰術後來影響了德軍在第二次世界大戰早期的閃電戰進攻以及由蘇聯和西方盟國戰勝德國的攻擊，持續到韓戰和第一次印度支那戰爭，結束了大量塹壕戰的時代。只有少數國家，主要是在非洲仍然利用塹壕戰戰術。